# 497 (numero)
Quattrocentonovantasette (497) è il numero naturale dopo il 496 e prima del 498.

## Proprietà matematiche
- È un numero dispari.
- È un numero composto con i 4 seguenti divisori: 1, 7, 71, 497. Poiché la somma dei suoi divisori (escluso il numero stesso) è 79 < 497, è un numero difettivo.
- È un numero semiprimo.
- È un numero omirpimes.
- È un numero palindromo nel sistema numerico esadecimale.
- È un numero poligonale centrale.
- È un numero di Ulam.
- È un numero intero privo di quadrati.
- È parte delle terne pitagoriche (497, 1704, 1775), (497, 2496, 2545), (497, 17640, 17647), (497, 123504, 123505).

## Astronomia
- 497 Iva è un asteroide della fascia principale del sistema solare.
- NGC 497 è una galassia spirale della costellazione della Balena.

## Astronautica
- Cosmos 497 è un satellite artificiale russo.